# Яковлев, Павел Дмитриевич
Па́вел Дми́триевич Я́ковлев (27 мая 1891, Москва — 15 января 1925, там же) — участник революционного движения в России, эсер, Управляющий Иркутской губернией (1918—1919).

## Биография
Родился 27 мая 1891 года в Москве. Обучался в Пензенском реальном училище. С 1906 года — участник революционного движения. В 1907 году вступил в партию социалистов-революционеров. С мая 1908 по март 1910 года находился в заключении за принадлежность к партии эсеров. С осени 1910 — член Поволжской боевой организации эсеров. В 1911 году арестован и осуждён на 6 лет каторги за участие в экспроприациях. С 1916 года находился в ссылке в Киренском уезде Иркутской губернии, работал на Усть-Кутском солеваренном заводе.
После Февральской революции избран депутатом губернского Крестьянского съезда от Киренского уезда, был его председателем. С 16 апреля 1917 года — заместитель председателя Окружного бюро Советов Восточной Сибири, а с 24 октября — председатель. Заместитель председателя Комитета общественных организаций для «защиты и охраны революционных завоеваний, предотвращения могущих возникнуть насилий и нарушений завоёванных гражданских свобод», избранного 20 ноября городской думой для противодействия большевикам. Во время Декабрьских боёв 1917 года в Иркутске скрывался в военном училище. Один из инициаторов мирного соглашения юнкеров и большевиков, нарушенного последними.
В феврале 1918 года был председателем комиссии Центросибири по земским делам. Председатель I Чрезвычайного губернского собрания земских гласных и кандидатов 6–8 марта. Избран председателем Иркутской губернской управы. При встрече со связным из Харбина 1 апреля 1918 арестован ВЧК, признался в сотрудничестве с эсеро-офицерским подпольем и что он эмиссар Временного правительства автономной Сибири. Во время антисоветского восстания 13–14 июня 1918 освобождён из губернской тюрьмы.
После занятия Иркутска белыми, 11 июля 1918 Временным Сибирским правительством назначен Иркутским губернским комиссаром (вступил в должность 13 июля), затем —Управляющим Иркутской губернией. По его собственным словам, освобождал или смягчал наказания арестованным большевикам. Чтобы «избавить от страданий в тюрьмах сотни молодёжи», часть пленных красноармейцев набрал в отряд Особого назначения, во главе которого поставил офицеров-эсеров. При этом считал, что «Иркутск превратился для всех социалистов в город-убежище». «Делу (восстания Политцентра) я всячески помогал. Укрывал нелегальных земских деятелей, сдерживал работу военной контрразведки...» 24 декабря 1919 года в Иркутске вспыхивает антиколчаковское восстание организации Политцентр. 28 декабря Яковлев подаёт в отставку с должности Управляющего Иркутской губернией. По его словам, покинул город 24 января 1920 года, а 28 марта прибыл в Харбин. Здесь он жил под своим партийным эсеровским псевдонимом Павел Дунин. 1 апреля поступает на службу в Харбинскую железнодорожную гимназию кассиром. Далее работал в профсоюзе работников КВЖД. Снабжал разведывательными сведениями штаб Народно-Революционной армии Дальневосточной республики (НРА). В августе 1922 года вернулся в Россию. 22 августа назначается помощником начальника Разведуправления НРА, а потом —руководителем Политпросвета 5-й Красной Армии.  
С 12 марта по 23 декабря 1923 года находился под арестом ГПУ. С января 1924 года проживал в Москве и работал старшим статистиком-информатором в «Экспортхлебе». 26 сентября 1924 года вновь арестован. 12 января 1925 года коллегией ОГПУ приговорён к расстрелу, исполненному 15 января. Захоронен на территории Яузской больницы. В 1994 году реабилитирован.